# El Monte, Kalifornija
El Monte je grad u američkoj saveznoj državi Kaliforniji. Upravno pripada okrugu Los Angeles.

## Zemljopis
El Monte je 10. po veličini grad u okrugu Los Angeles, 44. u Kaliforniji i 191. u SAD-u. Leži 20 km istočno od grada Los Angelesa. Prostire se na 25,10 km², od čega je kopneno područje 24.70 km², a vodeno područje 0,40 km². Nalazi se na nadmorskoj visini od 91 metra.

## Povijest
Naselje je osnovano 1849. godine, iako su misionari i španjolski vojnici ovuda prolazili već 1770. godine. Španjolci su područje nazvali El Monte, što se ne odnosi na planine kako se prepostavljalo, nego na močvare i šume.

## Stanovništvo
Prema popisu stanovništva iz 2000. godine grad je imao 115.965 stanovnika, 27.034 domaćinstava i 23.005 obitelji. Prosječna gustoća naseljenosti je 4688 stan./km².
Prema rasnoj podjeli u gradu živi najviše bijelaca, 35,67%, Afroamerikanaca ima 0,77%, Azijata 18,51%, Indijanaca 1,38%, stanovnika podrijetlom s Pacifika 0,12%, ostalih rasa 39,27%, a izjašnjenih kao dvije ili više rasa 4,29%. Od ukupnoga broja stanovnika njih 72,39% su Latinoamerikanci ili Hispanoamerikanci.

## Vanjske poveznice
- Službene stranice grada (engl.)